# Кампу-Белу (округ Сан-Паулу)
Кампу-Белу (порт. Campo Belo) — округ в південно-центральній частині міста Сан-Паулу, частина субпрефектури Санту-Амару. Останнім часом район став відносно багатим та забудований висотними будівлями. В межах округу розташований аеропорт Конгоньяс, один з двох головних аеропортів міста.
| Бразилія | Це незавершена стаття з географії Бразилії. Ви можете допомогти проєкту, виправивши або дописавши її. |